# ماتيك فينك
ماتيك فينك (بالسلوفينية: Matic Fink)‏ (27 يناير 1990 بليوبليانا في سلوفينيا - ) هو لاعب كرة قدم سلوفيني في مركز الوسط. شارك مع منتخب سلوفينيا تحت 19 سنة لكرة القدم ومنتخب سلوفينيا تحت 21 سنة لكرة القدم. أما مع النوادي، فقد لعب مع نادي أولمبيا ليوبليانا وNK IB 1975 Ljubljana ‏.

## وصلات خارجية
- ماتيك فينك على موقع الاتحاد الأوربي (الإنجليزية)
- ماتيك فينك على موقع اتحاد تركيا (لاعب) (الإنجليزية)
- ماتيك فينك على موقع قاعدة بيانات كرة القدم.إي يو (الإنجليزية)
- ماتيك فينك على موقع Soccerway.com (الإنجليزية)
- ماتيك فينك على موقع عالم كرة القدم.نت (الإنجليزية)